# Anna Lutteman
Anna Elisabet Lutteman, ursprungligen Andersson, född 24 september 1884 i Stockholm, död 21 oktober 1968 i Uppsala, var en svensk lärare, rektor och utbildare av hemsystrar. Hon var föreståndare för Uppsala Hemsysterskola, vars metoder låg till grund för den offentliga hemvård som startade 1944. Verksamheten nådde ut över hela landet och blev modell för liknande skolor på andra håll i Sverige och i Finland.

## Biografi
Anna Luttemans efternamn var ursprungligen Andersson efter fadern, men sedan hennes mor styrkt sin rätt till släktnamnet Lutteman ändrades såväl hennes som barnens efternamn. Anna Lutteman fick sin yrkesutbildning vid Fackskolan för huslig ekonomi i Uppsala. Betyget därifrån gällde som lärarinnediplom för anställning vid folkskola, folkhögskola och lanthushållsskola och Anna Lutteman arbetade sedan som lärare på bland annat Sunderby folkhögskola i Norrbotten och i Arvika. På den sistnämnda orten höll hon också kurser för Fredrika-Bremer-Förbundet. Under några år i Avesta undervisade hon i kvinnlig slöjd.
I Uppsala hade Manfred Björkquist, initiativtagare till Sigtunastiftelsen och god vän till Anna Luttemans bror Axel Lutteman, tillsammans med bland andra Ida Norrby år 1915 startat Uppsala Hemskola. Syftet var i första hand att utbilda tjänarinnor för att på så sätt stärka deras ställning, skapa större aktning för hemarbetet och ”söka bli ett hem för dem, som i de många hemmen var hemlösa”. Via skolan ville man också ge stöd till särskilt fattiga familjer och det utvecklades sedan till en hemsysterutbildning. Skolans styrelse innehöll alltid en betydande andel kvinnor. Efter en osäker start med tre olika föreståndarinnor på relativt kort tid anställdes Anna Lutteman 1922. Hon tog ett fast grepp om verksamheten och behöll det livet ut. Under 46 år var hon föreståndare för utbildningen som var ett led i att uppdatera hemarbetets status, hjälpa husmödrar vid sjukdom eller annan korttidsfrånvaro och skapa ett nytt kvinnoyrke, det vill säga hemsysterns.
Utbildningen var gedigen och densamma för tjänarinnor och hemsystrar. Förutom teori ingick praktik, som för hemsystrarna omfattade sex månader på barnhem och sjukhus. På frågan varför det behövdes så lång utbildning för dem som skulle ”vikariera” för fattiga husmödrar som knappast hade någon skolning alls, svarade Anna Lutteman att det inte bara handlade om att sköta ett hem. Hemsystern skulle vara klok och förstående, kunna ta emot förtroenden på ett lämpligt sätt och ge råd när så behövdes. Hon skulle komma som en ”syster till hemmet”. Utbildningen var inte gratis, men eleverna kunde få lån som de sedan fick betala igen enligt särskilt avtal. Verksamheten reglerades först av Socialstyrelsen, som också stadfäste dräkten, och senare av Överstyrelsen för yrkesutbildning.
Hemsystrarna invigdes vid en högtidlig ceremoni i Uppsala domkyrka, liknande den som diakonissor och sjuksköterskor genomgick. De ”tillhörde” hemskolan och när de skickades ut i landet för tjänstgöring skrevs avtal mellan skolan, uppdragsgivaren och hemsystern i fråga. Uppdragsgivare kunde vara kommuner, rödakorskretsar, husmodersföreningar, socialdemokratiska kvinnoföreningar, kvinnoklubbar, företag med flera. Anna Lutteman var inledningsvis föreståndare för skolan men blev sedan rektor. Förutom undervisning i samhällslära med mera och utveckling av utbildningens innehåll svarade hon för de löpande kontakterna med hemsystrarna och reste över hela landet för att besöka dem. Hon startade också en kamratförening år 1923 och var under lång tid dess ordförande. På hennes initiativ anskaffades även två sommarstugor i Sigtuna där hemsystrarna kunde fira semestrar om de så ville.
Hemsystrarna bar uniformer snarlika sjuksystrarnas, vilket motiverades med att de ibland rörde sig i områden där ensamma kvinnor kunde råka illa ut. ”Alla äro hövliga och vänliga mot dem, som bär en tjänande systers dräkt”, sade Anna Lutteman.
Arbetet byggde på kristen grund och det skulle alltid finnas en präst i styrelsen. Hemsysterarbetet betraktades dock aldrig som ett kall utan reglerades av ordentliga anställningskontrakt med villkor som var långt bättre än vad dåtidens hembiträden eller tjänarinnor hade. År 1931 hade hemsystrarna 62 kronor och 50 öre i månadslön, jämfört med de 35 kronor som var normen för ensamjungfrur vid samma tid. Dessutom hade hemsystern fri möblerad bostad, kost, lyse, bränsle och tvätt samt telefon om det var möjligt. Hon hade vidare en månads betald semester med ”kostpengar” för varje semesterdag och var sjukförsäkrad med sjukkassa samt hade olycksfalls- och pensionsförsäkringar. Arbetet med anställningsvillkoren leddes av Anna Lutteman som betonade att det handlade om att skapa en yrkeskår.
Anna Lutteman byggde med tiden upp ett mycket brett kontaktnät. Svägerskan och teologen Ester Lutteman och författaren Jeanna Oterdahl var nära vänner och deltog ibland som lärare eller föredragshållare i undervisningen. Jeanna Oterdahl skrev till exempel "Hemsystrarnas sång". Skolan väckte intresse i grannländerna och ibland antogs elever från dem. Ett besök av socialt engagerade kvinnor från Finland ledde till att en Hemsysterskola år 1939 öppnades i Hindhår.
I Sverige breddades aktiviteterna. Antalet sökande översteg alltid de tillgängliga platserna och hösten 1939 öppnades en filial i Leksand – ”Korstäppan” – som inledningsvis också hade Anna Lutteman som rektor. Skolor efter Uppsalamönstret bildades vid samma tid också i Lund, Södertälje, Göteborg och Härnösand. De som utexaminerades därifrån fick använda samma uniform och märke som de från Uppsala.
I samband med att den sociala hemtjänsten växte fram deltog Anna Lutteman i olika arbetsgrupper och från år 1944 blev hon ledamot av Socialstyrelsens rådgivande nämnd för social hemhjälp.
Anna Lutteman avgick från rektorsposten år 1949, men satt kvar i styrelsen till 1964. Hon deltog därmed i skolans sista fas, som började med bygget av ett helt nytt skolhus i Uppsala, ritat särskilt för sitt ändamål. Inflyttningen skedde under pompa och ståt år 1966, givetvis med ”mamma Lutt” på hedersplats. År 1973 drogs emellertid statsbidraget till privata yrkesskolor in och Hemsysterskolan måste läggas ner. Totalt hade då mellan 1700 och 2000 hemsystrar utbildats vid skolan och de kom att utgöra en värdefull rekryteringsbas för ålderdomshemmen.
Skolan var Anna Luttemans liv, familj och livsverk. Eleverna kallade henne alltid ”mamma Lutt” och hon betraktade dem som ”de sina”. Tackbrevet för uppvaktning på sextioårsdagen undertecknade hon med ”moderliga hälsningar”.
Anna Lutteman avled 1968 och lämnade sin kvarlåtenskap till skolan. Hon är begravd på Gamla kyrkogården i Uppsala.